# Избавление (филм)
Избавление (на английски: Deliverance) е американски драматичен трилър от 1972 година на режисьора Джон Бурман. Филмът е считан за един от най-добрите филми от 1972 година и получава множество номинации за Оскар и Златен глобус. Филмът е базиран на романа със същото име на Джеймс Дики, който участва с малка роля във филма като шериф.
През 2008 година филмът е добавен в националния филмов регистър от библиотеката на конгреса като „културно, исторически и естетично значим“.

## Сюжет
Четирима бизнесмени от Атланта - Люис (Бърт Рейнолдс), Ед (Джон Войт), Боби (Нед Бийти) и Дрю (Рони Кокс) се отправят на пътешествие в отдалечените кътчета на Джорджия. Целта им е да се спуснат с канута по пълноводна и стръмна река. Групата се натъква на територии населени от бедни квакери. Люис успява да намери хора, които да закарат двата им автомобила до мястото на което спускането им по реката приключва и групата започва спускането си по реката.
Първият ден от спускането им приключва успешно и групата заспива на палатки. На следващия ден обаче лодката на Ед и Боби е отделя от тази на приятелите им и те случайно виждат двама души да обикалят гората около реката. Двамата решават да ги поздравят, но впоследствие са нападнати от тях и заплашени с оръжие. Двамата завързват Ед за дърво, а Боби е изнасилен от единия от тях. В това време без да бъдат забелязани се появяват Люис и Дрю. Забелязвайки гаврата с приятелите му, Люис стреля с лъка си и убива единия от изнасилвачите, а другия успява да избяга.
След кратък спор четиримата решават да погребат убития и да не отиват до полицията. След като се спускат обратно по реката, Дрю очевидно се чувства не добре и пада от лодката, като това повлича всички останали и всички попадат във водата. Люис получава много тежка травма в крака, а Дрю изчезва. Люис предполага, че Дрю е бил убит от избягалия изнасилвач. Тогава Ед решава да се качи до скалите от където предполагат, че е стреляно. Там той попада на човек с пушка, който успява да убие с лъка си, но и се самонаранява. Впоследствие обаче се оказва, че убития човек не е избягалия изнасилвач.
След като едната лодка остава здрава тримата се спускат по реката и намират загиналия Дрю. След като стигат обратно до колите си тримата оцелели успяват да прикрият следите от убийствата и да измамят полицията.